# Cephaloscyllium hiscosellum
Cephaloscyllium hiscosellum är en hajart som beskrevs av White och Ebert 2008. Cephaloscyllium hiscosellum ingår i släktet Cephaloscyllium och familjen rödhajar. IUCN kategoriserar arten globalt som livskraftig. Inga underarter finns listade i Catalogue of Life.